# 11 Dywizja Piechoty Zmotoryzowanej
11 Dywizja Piechoty Zmotoryzowanej (11 DPZ) – związek taktyczny Wojska Polskiego.
Dywizję utworzono w marcu 1949 w oparciu o: 11 Dywizję Piechoty, 6 pułk czołgów średnich i 25 pułk artylerii pancernej. 11 DPZ weszła razem z 10 Dywizją Pancerną w skład 2 Korpusu Pancernego podporządkowanego dowódcy Śląskiego Okręgu Wojskowego. Dywizję rozlokowano w rejonie: Żary, Żagań, Bolesławiec, Jelenia Góra.
Dywizja posiadała w swoim składzie: trzy zmotoryzowane pułki piechoty, pułk czołgów średnich i batalion rozpoznawczy. Zmotoryzowany pułk piechoty był w praktyce „klasycznym” pułkiem piechoty wyposażonym dodatkowo w samochody ciężarowe. W skład pułku wchodziły trzy bataliony piechoty, dywizjon artylerii, batalion szkolny i pododdziały zabezpieczenia. W pułku czołgów średnich batalion artylerii pancernej uzbrojony był w działa pancerne SU-85.

## Skład dywizji
- Dowództwo i sztab – Żary
- 29 zmotoryzowany pułk piechoty – Jelenia Góra
- 40 zmotoryzowany pułk piechoty – Bolesławiec
- 42 zmotoryzowany pułk piechoty – Żary
- 8 Drezdeński pułk czołgów średnich – Żagań
- 33 pułk artylerii lekkiej – Żary
- 92 pułk artylerii przeciwpancernej – Bolesławiec
- 17 pułk moździerzy – Żagań
- 15 dywizjon artylerii przeciwlotniczej – Żagań
- 9 batalion rozpoznawczy – Żagań
- 16 batalion saperów – Żary
- 34 batalion łączności – Żary
- 44 kompania samochodowa – Żary
- Ruchomy Warsztat Naprawy Czołgów nr 10 – Żary
- Ruchomy Warsztat Naprawy Sprzętu Artyleryjskiego nr 11 – Żary
- Ruchomy Warsztat Naprawy Samochodów nr 12 – Żary

Dywizja liczyła etatowo 10028 żołnierzy i 175 pracowników cywilnych. Jej zasadnicze uzbrojenie stanowiło: 76 czołgów średnich, 21 dział pancernych, 5 samochodów pancernych, 73 armaty 76 mm, 26 haubic 122 mm, 90 moździerzy 82 mm i 60 moździerzy 120 mm.
Rozkazem ministra Obrony Narodowej Nr 0055/Org. z 12 czerwca 1950 11 Dywizja Piechoty Zmotoryzowanej została przeformowana na dywizję zmechanizowaną – 11 Dywizja Zmechanizowana.